# دهستان سند میرثوبان
دهستان سند میرثوبان، یکی از دهستان‌های بخش مرکزی شهرستان دشتیاری در استان سیستان و بلوچستان ایران است. مرکز این دهستان، روستای سند میرثوبان است.

## جمعیت
بر پایه سرشماری عمومی نفوس و مسکن در سال ۱۳۹۵، جمعیت دهستان سند میرثوبان برابر با ۱۳٬۹۱۳ نفر بوده‌است.